# Balpenaffaire
De balpenaffaire (ten onrechte soms aangeduid als balpenmoord) is de naam van een Nederlandse gerechtelijke dwaling uit de periode 1991–1996, waarbij een student uit Leiden ten onrechte werd veroordeeld voor de vermeende moord op zijn moeder.
Op 25 mei 1991 werd in haar woning in de Witte Rozenstraat te Leiden het lichaam gevonden van de 53-jarige Mary de Meijere. Bij sectie door het Gerechtelijk Laboratorium in Rijswijk werd geconstateerd dat een balpen via de rechteroogkas in de schedelholte van het slachtoffer was gedrongen. De pen was van buitenaf niet zichtbaar meer.
De rechtbank en de verdediging verschilden van mening over de wijze waarop de pen in de hersenen terecht was gekomen. Hoewel deskundigen van mening waren dat het slachtoffer met de pen in de hand op een ongelukkige wijze was komen te vallen, ging de Leidse politie, en ook de rechtbank, uit van moord.

## Forensisch onderzoek
Forensische onderzoekers sloten een ongeval niet uit. De oogarts en hoogleraar J. Worst uit Haren stelde dat het mogelijk was dat het slachtoffer met haar oog in de pen was gevallen die zij in de hand hield. De verwonding was volgens de hoogleraar geheel in overeenstemming met de valincidenten die hij had bestudeerd. Ook forensisch arts B. Cohen concludeerde dat de dood van de vrouw in 1991 door een val is veroorzaakt.

## Gerechtelijk vooronderzoek
In 1991 werd naar de echtgenoot en de drie kinderen van het slachtoffer een gerechtelijk vooronderzoek geopend, dat werd afgesloten zonder dat bewijs werd gevonden dat een van de familieleden betrokken zou zijn geweest bij de moord. Er volgde op dat moment dan ook geen vervolging. De familie diende een klacht in bij de Nationale ombudsman, omdat de politie de familieleden had verzuimd te vertellen dat zij niet als getuigen werden gehoord, maar als verdachten. Bovendien had de politie naar de pers gelekt dat er sprake zou zijn van moord. De Ombudsman stelde de familie eind december 1993 in het gelijk.

## Getuigenis therapeut
De therapeut van een zoon van het slachtoffer kwam naar voren als getuige. Zij beweerde dat haar cliënt de moord op zijn moeder aan haar had toegegeven. Hij zou gezegd hebben dat de dood van zijn moeder "zijn schuld" was. Op basis van haar verklaring werd het onderzoek in augustus 1994 heropend.
De therapeut werd tijdens de rechtszitting achter gesloten deuren gehoord. De getuige verklaarde dat verdachte haar had gezegd de balpen met een kruisboog te hebben afgeschoten. Oogarts en hoogleraar J. Worst verklaarde echter dat een handkruisboog daarvoor onvoldoende energie levert. "Zelfs bij een contactschot, vlak tegen het oog, verliest een zo licht object als een ballpoint snel energie vanwege de weerstand van ooglid en oog" was zijn stelling.

## Rechtszaak en veroordeling
Enkele deskundigen verklaarden – in tegenspraak met de opvatting van de forensisch deskundigen – dat het onwaarschijnlijk was dat de vrouw door een ongelukkige val was overleden. Op basis van deze deskundigen en de getuigenis van de therapeute raakte de rechtbank ervan overtuigd dat de verdachte zijn moeder had gedood door een balpen op haar af te vuren met een kruisboog. Ze veroordeelde hem op 13 oktober 1995 tot twaalf jaar gevangenisstraf. De verdachte ging tegen de uitspraak in beroep.

## Schietproeven
In aanloop van het hoger beroep werd een groot aantal schietproeven gedaan met balpennen. De experimenteel oogheelkundige Pek van Andel, onderzoeker bij de Rijksuniversiteit van Groningen, deed op eigen initiatief een aantal schietproeven op varkenskoppen en later op een menselijk hoofd dat 'ter beschikking van de wetenschap' was gesteld. Zijn proeven toonden aan dat wanneer op korte afstand met een kruisboog wordt geschoten, het plastic omhulsel van de Bic-balpen in het oogdak blijft steken terwijl de inktstift verder de schedel inschiet. In de Leidse zaak was hiervan geen sprake.
Op verzoek van de verdediging werden ook schietproeven gedaan door de oogarts J.P. van der Pol, werkzaam aan het Academisch Medisch Centrum van Amsterdam en gespecialiseerd in aandoeningen van de oogkas. Zijn conclusie was dat een balpen niet door een handkruisboog in de hersenen kan zijn geschoten. Ook een opzettelijke steekverwonding was volgens hem onwaarschijnlijk, gezien de moeite die het kost een pen handmatig door de oogkas te steken.
De verdediging was ook op zoek gegaan naar vergelijkbare gevallen. Ze vond 21 door wetenschappers beschreven incidenten waarbij een potlood of pen bij een val via het oog het hoofd was binnengedrongen. In 12 gevallen waren net als in Leiden het bovenste ooglid en het oogkasdak doorboord, in zes gevallen was dit dodelijk.

## Hoger beroep en vrijspraak
Op 16 januari 1996 werd na een pro-formazitting door het Haagse gerechtshof besloten de gevangenisstraf van de verdachte voorlopig te onderbreken op grond van de schietproeven, die als nieuw en ontlastend bewijsmateriaal werden gezien. Aan het Gerechtelijk Laboratorium werd gevraagd om, met TNO, te onderzoeken of een schot zoals de rechtbank wettig en overtuigend bewezen achtte, mogelijk is.
Bij het hoger beroep leverden verschillende getuigen-deskundigen ontlastend bewijs: oogartsen, neuro-chirurgen, pathologen, ballistische experts en autoriteiten op het gebied van wapens en munitie betoogden dat de moeder van de verdachte moest zijn omgekomen bij een dodelijke val. Het Haagse gerechtshof sprak de verdachte op 5 april 1996 vrij. De inmiddels 26-jarige zoon werd vrijgelaten. Hij trof een schikking met het Openbaar Ministerie voor de 213 dagen die hij onschuldig in hechtenis had doorgebracht en ontving een schadeloosstelling.

## Nasleep
Begin juni 1997 werden twee politiemensen, onder wie P.H. Heskes, hoofd korpsrecherche van de politieregio, en de officier van justitie Charles van der Voort ontheven uit hun functie wegens het vernietigen van bewijsmateriaal in de balpenaffaire. Het ging om dossiers die hadden kunnen aantonen dat de politie knoeide met de verklaring van de therapeute. Ook werd de voor de verdachte ontlastende verklaring van de artsen J. Worst en B. Cohen uit 1991 bewust buiten het dossier gelaten.
De betrokken P.H. Heskes en Charles van der Voort van respectievelijk de politie en justitie hebben, ondanks deze grote dwaling, hun carrières bij deze organisaties voort kunnen zetten. 

## Wetenswaardigheden
De roman Het duister dat ons scheidt van Renate Dorrestein uit 2003 is op de balpenmoord geënt.